# Кампофредо V (Кампобасо)
Кампофредо V је насеље у Италији у округу Кампобасо, региону Молизе.
Према процени из 2011. у насељу је живело 21 становника. Насеље се налази на надморској висини од 586 м.